# Chloe Fraser
Chloe Fraser (Schotland, 20 september 1993) is een wielrenner uit het Verenigd Koninkrijk.
In 2015 won Fraser de Scottish Road Championships.
In 2018 reed Fraser op de nationale kampioenschappen op de weg in Groot-Brittannië.